# Llano de la Y
Llano de la Y är en småstad i kommunen Temoaya i delstaten Mexiko i Mexiko. Samhället hade 2 765 invånare vid folkräkningen 2020.